# Kurt Mollekens
Kurt Mollekens (Bonheiden, 8 de marzo de 1973) es un piloto de automovilismo belga y propietario de un equipo.
Mollekens debutó como piloto en el karting de alto nivel en 1990, donde permaneció hasta 1992, cuando pasó a la Fórmula Ford. Su año de debut en la Fórmula Ford fue un éxito, ya que ganó los tres títulos a los que optaba: la Fórmula Ford del Benelux, la Fórmula Ford holandesa y la Fórmula Ford belga.
Mollekens también logró el éxito en la temporada 1993 de la Fórmula Ford británica, lo que le ayudó a entrar en la Fórmula Opel Euroseries (1994) y en el Campeonato Británico de Fórmula 3 (1995). Permaneció en este último durante 1996, momento en el que ganó la carrera internacional de Fórmula 3 en Zandvoort, su mayor victoria. Mollekens se incorporó a la Fórmula 3000 en 1997 y pasó dos años en el equipo KTR, del que era propietario. En 1999 continuó dirigiendo el equipo sin pilotar, y en su lugar condujo para Peugeot en las Belgian Pro Car Series.
Continuó como propietario de un equipo de F3000 hasta 2001, y tras un paréntesis como piloto en 2000, volvió como competidor en algunas carreras del Campeonato FIA GT de 2001 y 2002. En 2002 su equipo abandonó la Fórmula 3000, pasando a la menos conocida World Series by Nissan, y posteriormente a la World Series by Renault, en la que el equipo compitió hasta 2008. Tras un paréntesis, KTR planeó volver a competir en 2009 en la Eurocup Formula Renault 2.0. En 2004, Mollekens continuó como piloto en parte del Campeonato Europeo de Turismos.